# Kurznasen-Sägehai
Der Kurznasen-Sägehai (Pristiophorus nudipinnis) ist ein Hai aus der Familie der Sägehaie (Pristiophoridae). Wie seine Verwandten zeichnet sich der Hai durch eine lange sägeartige Schnauze aus, die bei dieser Art bis zu 24 % der Körperlänge ausmacht. Er lebt vor der Südküste Australiens.

## Merkmale
Der Kurznasen-Sägehai kann eine Länge von deutlich mehr als einem Meter erreichen, die bisher bekannte Maximallänge liegt bei 124 cm. Der Körper ist lang zylindrisch und schlank gebaut. Der Kopf ist abgeflacht und besitzt eine stark verlängerte und abgeflachte Schnauze mit einem für Sägehaie typischen sägeartigen Rostrum, das bei dieser Art zwischen 22 und 24 Prozent der Körperlänge ausmacht. Das Rostrum besitzt ein ausgeprägtes Paar Barteln vor den Nasenlöchern sowie am Seitenrand der „Säge“ 17 bis 19 ausgeprägte Zähne. Die Barteln liegen bei dieser Art nah vor den Nasenlöchern und damit näher am Maul als an der Sägespitze. Vor den Barteln stehen 12 bis 14 und dahinter 6 bis 8 Zähne. Hinzu kommen 13 bis 14 Ventralzähne vor den Barteln und 4 zwischen Barteln und Nasenlöchern. Jungtiere haben zusätzlich einen kleinen Zahn zwischen den größeren Sägezähnen.
Die Oberseite seines Körpers ist einfarbig grau, die Unterseite weiß. Auf dem Rostrum befinden sich undeutliche graue Streifen auf der Mittellinie und an den Rändern.
Die Augen sitzen seitlich am Kopf, dahinter schließen sich die großen Sauglöcher an. Wie andere Arten der Gattung besitzt der Sägehai fünf Kiemenspalten. Wie alle Sägehaie besitzt er zwei Rückenflossen ohne Dorn und keine Afterflosse. Der Schwanzstiel besitzt deutliche Kiele, der Schwanz besteht nur aus einem großen oberen Lobus, während der untere Lobus allen Sägehaien fehlt.

## Lebensweise
Der Kurznasen-Sägehai ist eine Bodenhaiart, die in Wassertiefen bis 70 Meter vorkommt (evtl. auch tiefer bis 165 Meter). Er ernährt sich räuberisch vor allem von verschiedenen Fischen, außerdem jagt er Krebstiere, Schnecken und Tintenfische. Zur Nahrungssuche wird das lange Rostrum eingesetzt, welches mit Barteln und anderen Sinnesorganen ausgestattet ist und dadurch Bewegungen und wahrscheinlich auch elektrische Felder und chemische Eindrücke im Meeresboden wahrnehmen kann. Die Beute wird mit der Säge aufgespürt, ausgegraben und wahrscheinlich teilweise auch getötet. Daneben setzt sie der Sägehai auch gegen Angreifer sowie gegen Artgenossen ein.
Die Haie sind lebendgebärend und bilden keine Plazenta aus (aplazental vivipar). Die Weibchen bekommen in einem Wurf zwischen sieben und 14 Jungtiere mit einer Länge von etwa 25 bis 32 cm. Mit einer Körperlänge von etwa 107 cm sind die Tiere geschlechtsreif.

## Verbreitung

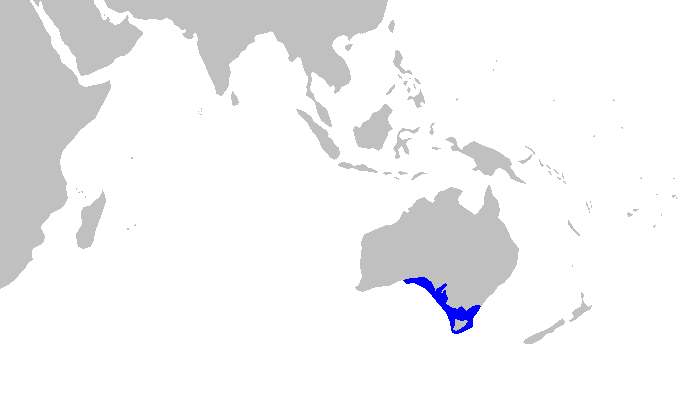
Verbreitungsgebiete des Kurznasen-Sägehais

Der Kurznasen-Sägehai ist vor der südlichen Küste Australiens von Victoria bis Tasmanien und New South Wales anzutreffen. Sein Lebensraum befindet sich im Bereich des Kontinentalschelfs in Meeresbodennähe in Wassertiefen von bis zu 70 Metern.

## Gefährdung
Der Kurznasen-Sägehai wird in der Roten Liste der IUCN als nicht gefährdet („least concern“) eingestuft.